# Alger (Waszyngton)
Alger – jednostka osadnicza w Stanach Zjednoczonych, w stanie Waszyngton, w hrabstwie Skagit.